# Андреас Мюллер (футболіст)
Андреас Мюллер (нім. Andreas Müller, нар. 13 грудня 1962, Штутгарт) — німецький футболіст, що грав на позиції півзахисника. Виступав, зокрема, за клуби «Штутгарт» та «Шальке 04».
Чемпіон Німеччини. Володар Кубка УЄФА.

## Ігрова кар'єра
У дорослому футболі дебютував 1980 року виступами за другу команду клубу «Штутгарт», в якій провів три сезони. Своєю грою за дублерів привернув увагу представників тренерського штабу головної команди клубу, до складу якої почав залучатися 1983 року. Відіграв за штутгартський клуб наступні чотири сезони своєї ігрової кар'єри. Більшість часу, проведеного у складі «Штутгарта», був основним гравцем команди. За цей час виборов титул чемпіона Німеччини.
Протягом 1987—1988 років захищав кольори команди клубу «Ганновер 96».
1988 року перейшов до клубу «Шальке 04», за який відіграв 12 сезонів. Граючи у складі «Шальке» також здебільшого виходив на поле в основному складі команди. Завершив професійну кар'єру футболіста 2000 року виступами за «Шальке 04».

## Досягнення
- Чемпіон Німеччини:

«Штутгарт»: 1983–1984
- Володар Кубка УЄФА:

«Шальке 04»: 1996–1997